# Ponet-et-Saint-Auban
Ponet-et-Saint-Auban is een gemeente in het Franse departement Drôme (regio Auvergne-Rhône-Alpes) en telt 89 inwoners (1999). De plaats maakt deel uit van het arrondissement Die.

## Geografie
De oppervlakte van Ponet-et-Saint-Auban bedraagt 14,1 km², de bevolkingsdichtheid is 6,3 inwoners per km².

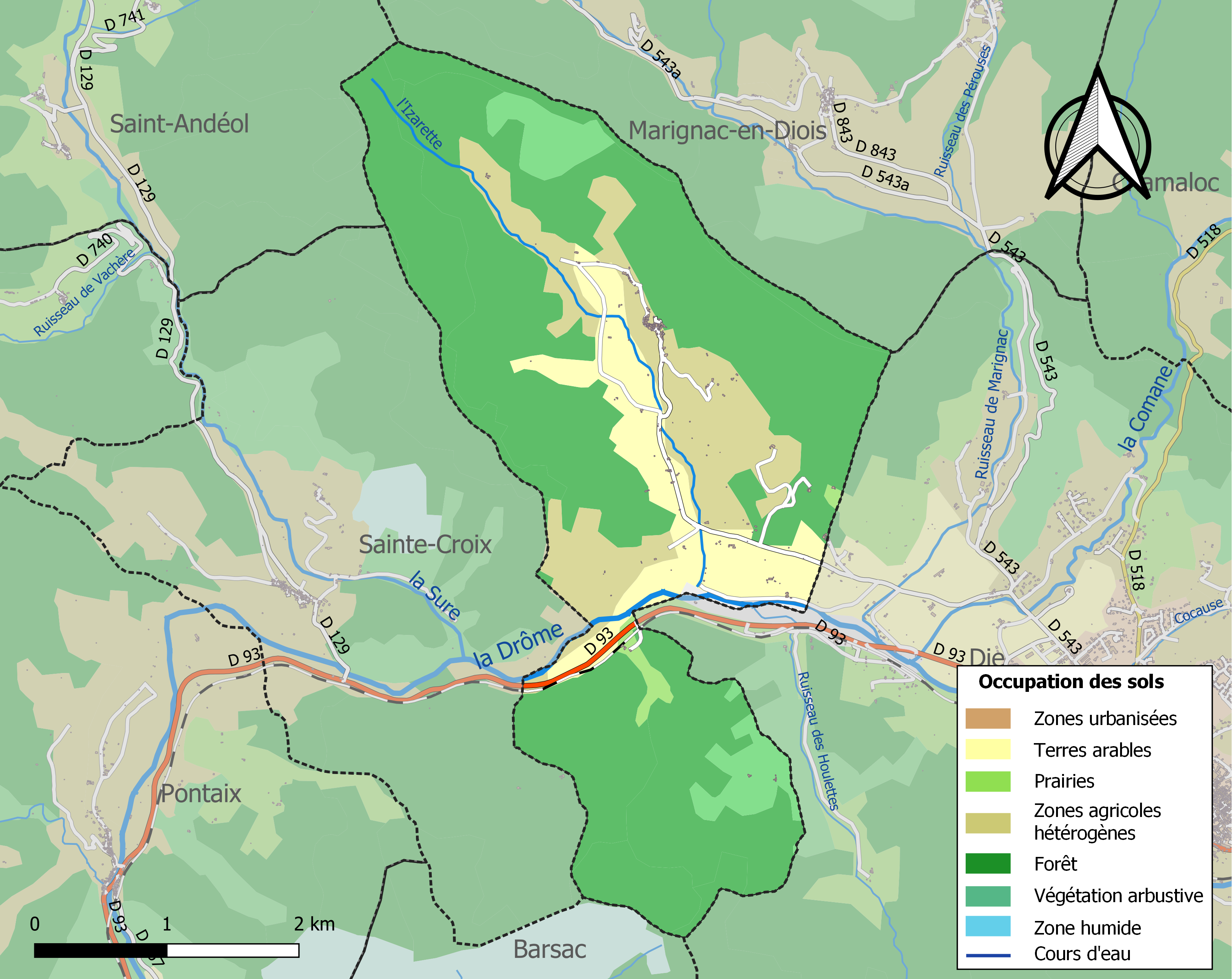
Kaart van de gemeente met belangrijkste infrastructuur, bodemgebruik en omliggende gemeenten

## Demografie
Onderstaande figuur toont het verloop van het inwonertal (bron: INSEE-tellingen).